# Aporia crataegi
Aporia crataegi là một loài bướm ngày lớn thuộc họ Pieridae.

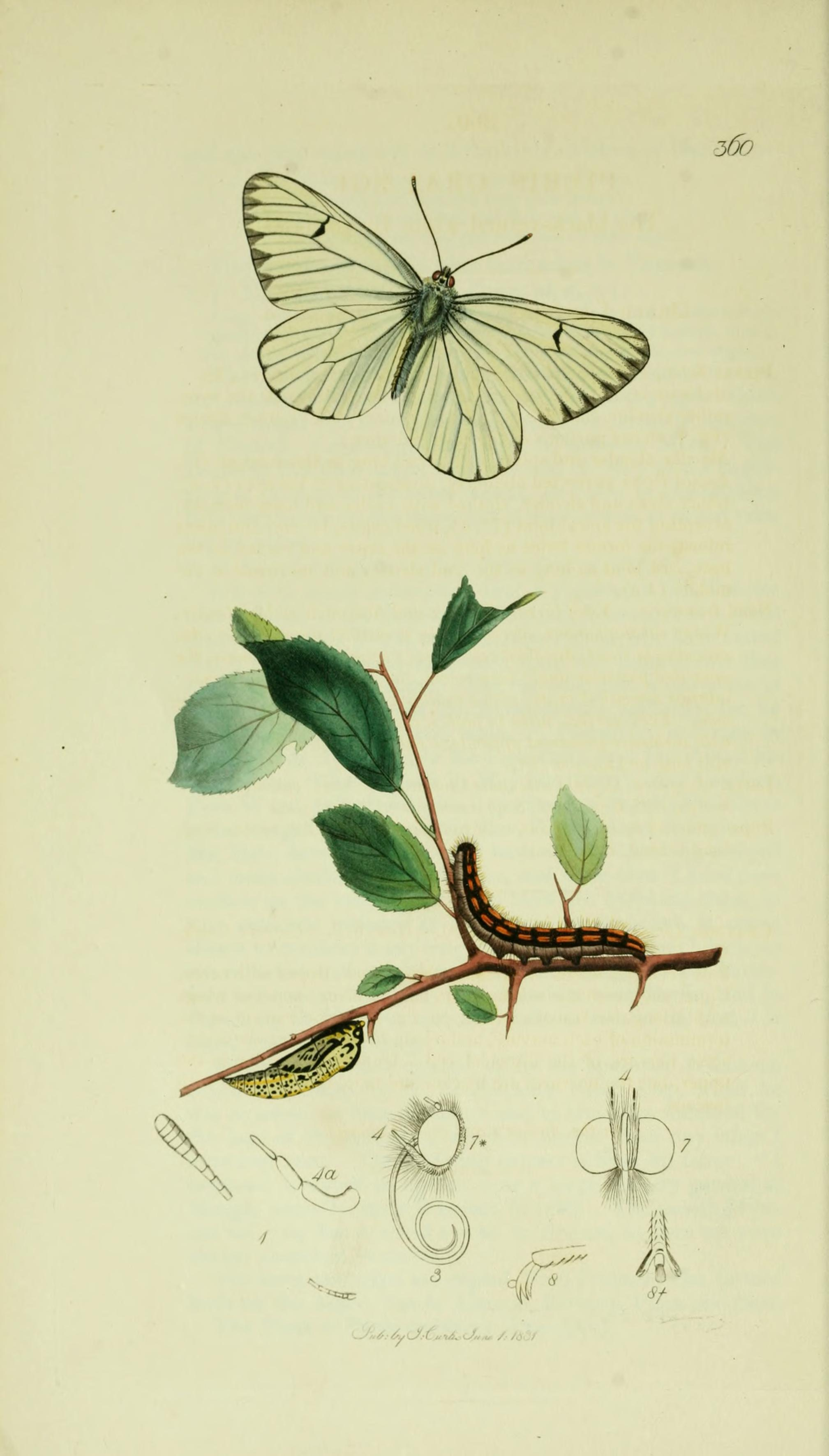
Hình minh họa từ John Curtis's British Entomology Volume 5

Loài này được tìm thấy trên cây ăn quả và cây bụi ở khắp châu Âu, trừ Bắc Âu, Bắc Phi, vùng có khí hậu ôn hòa của châu Á, Hàn Quốc và Nhật Bản.

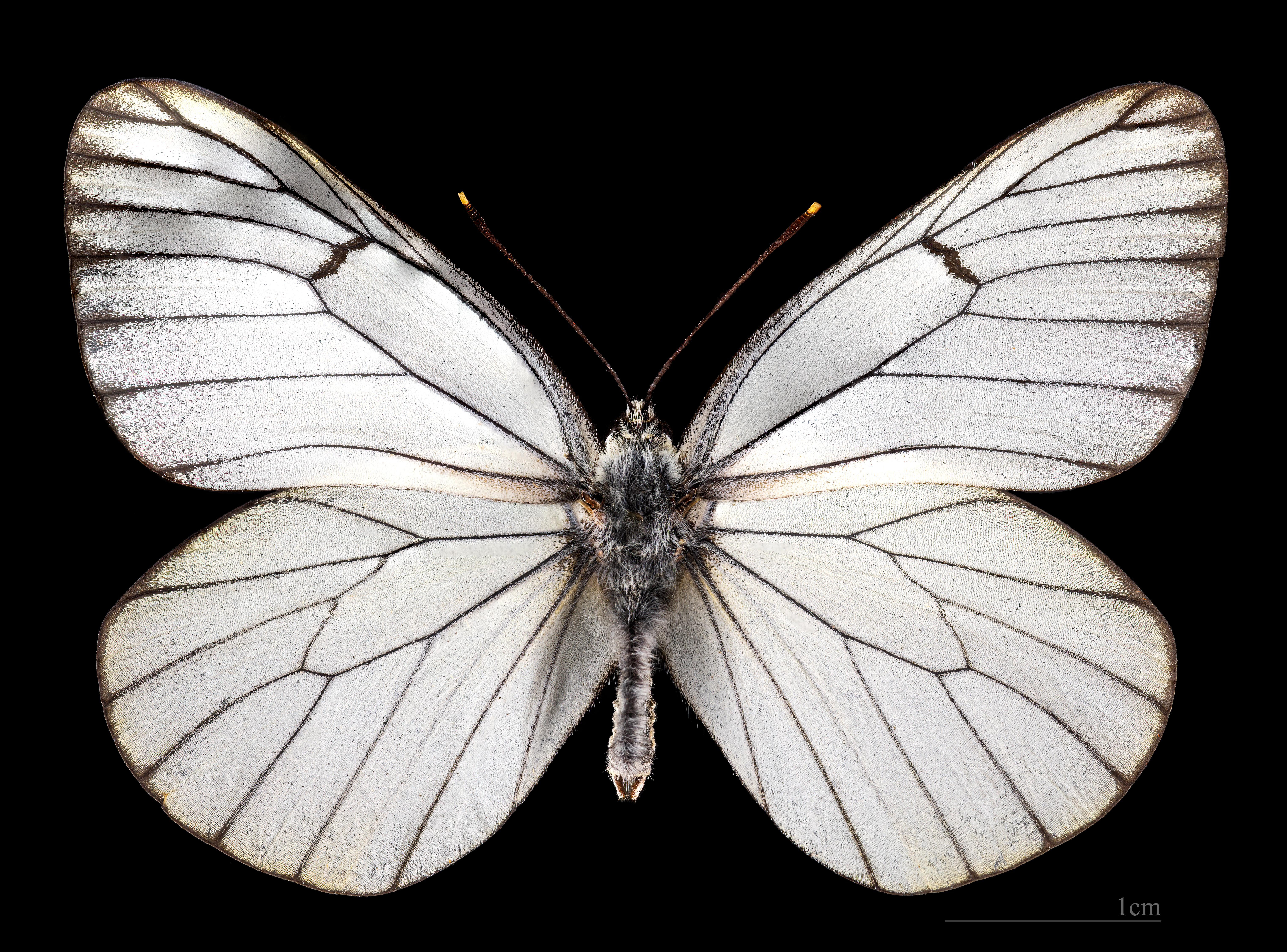
Aporia crataegi ♂
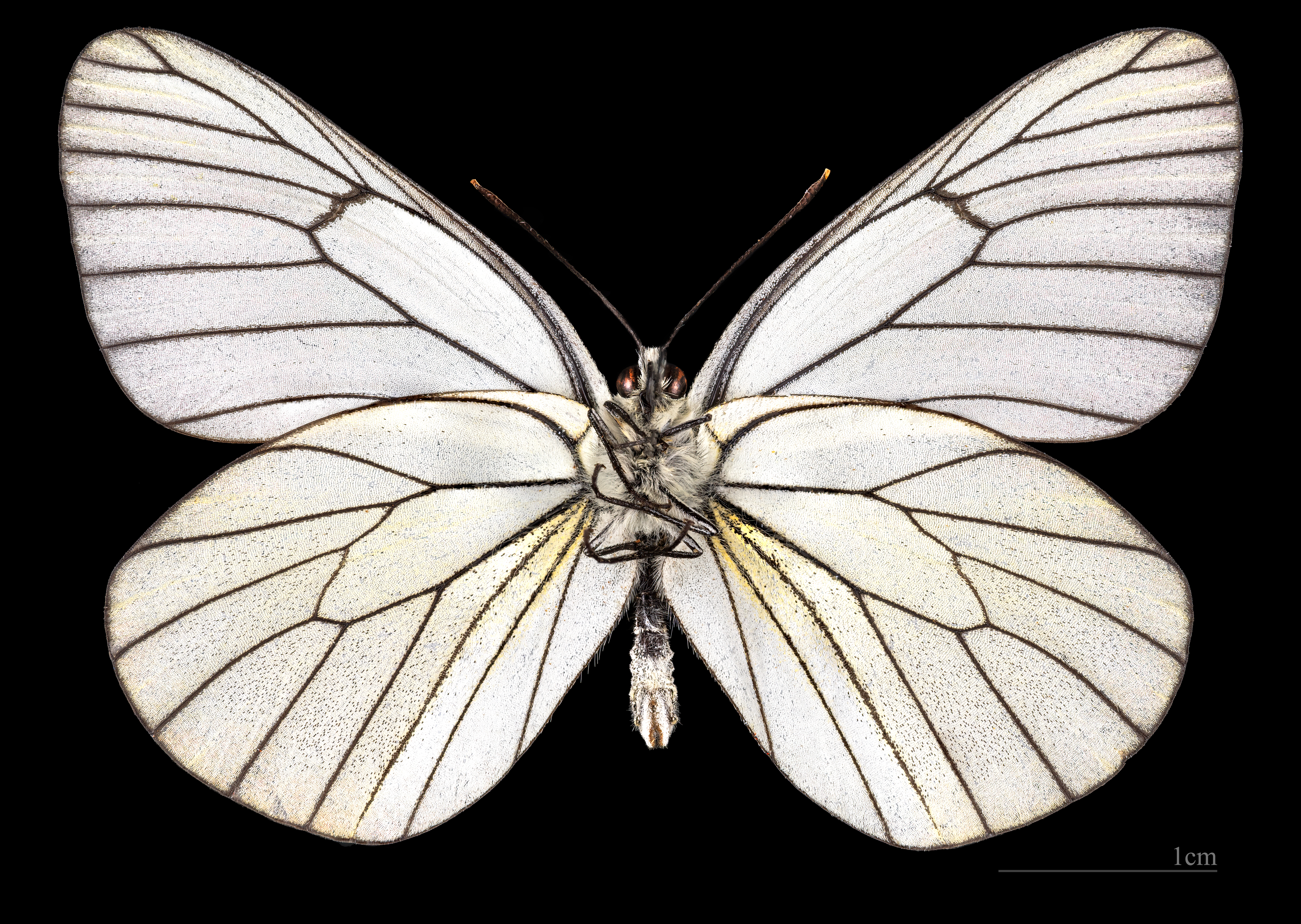
Aporia crataegi ♂ △
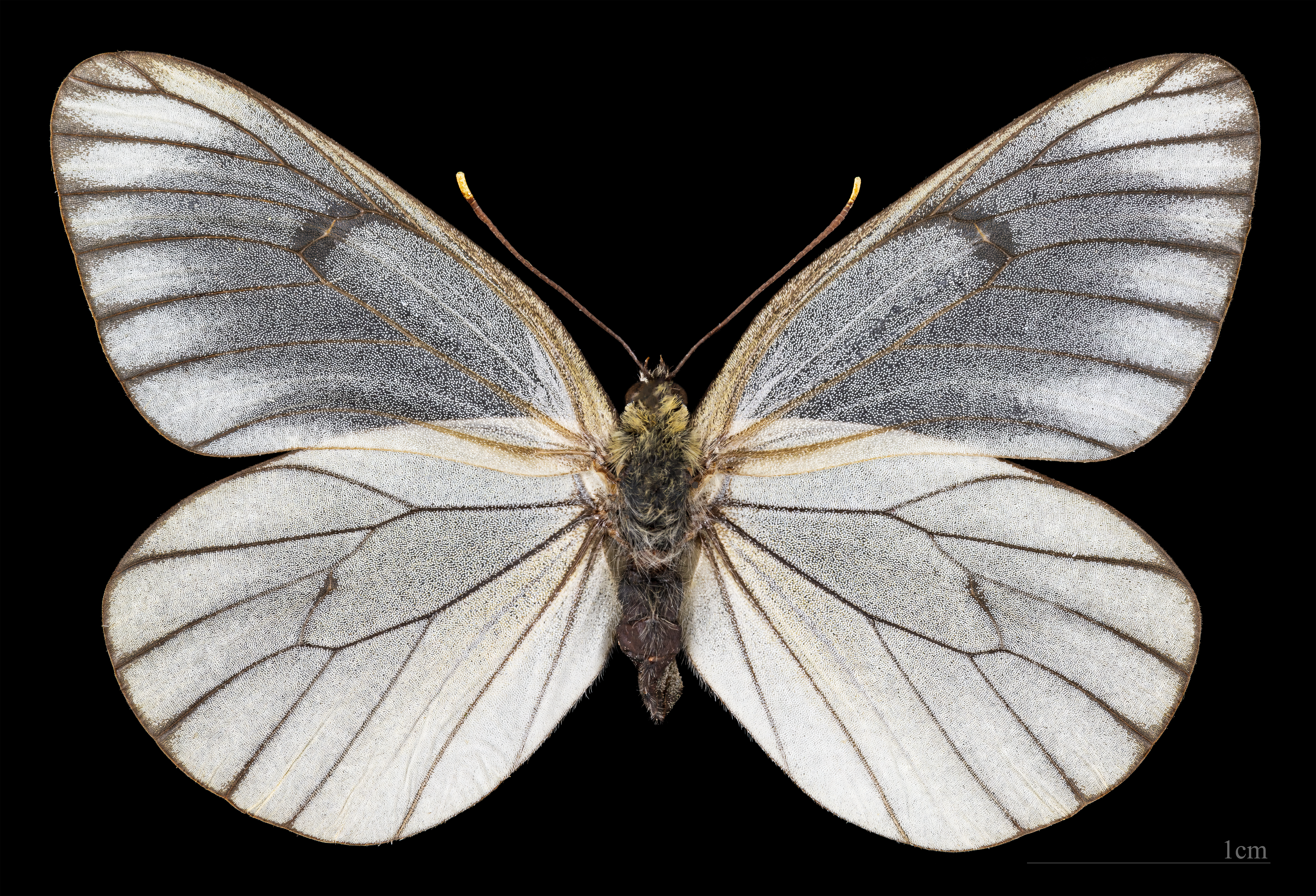
Aporia crataegi  ♀
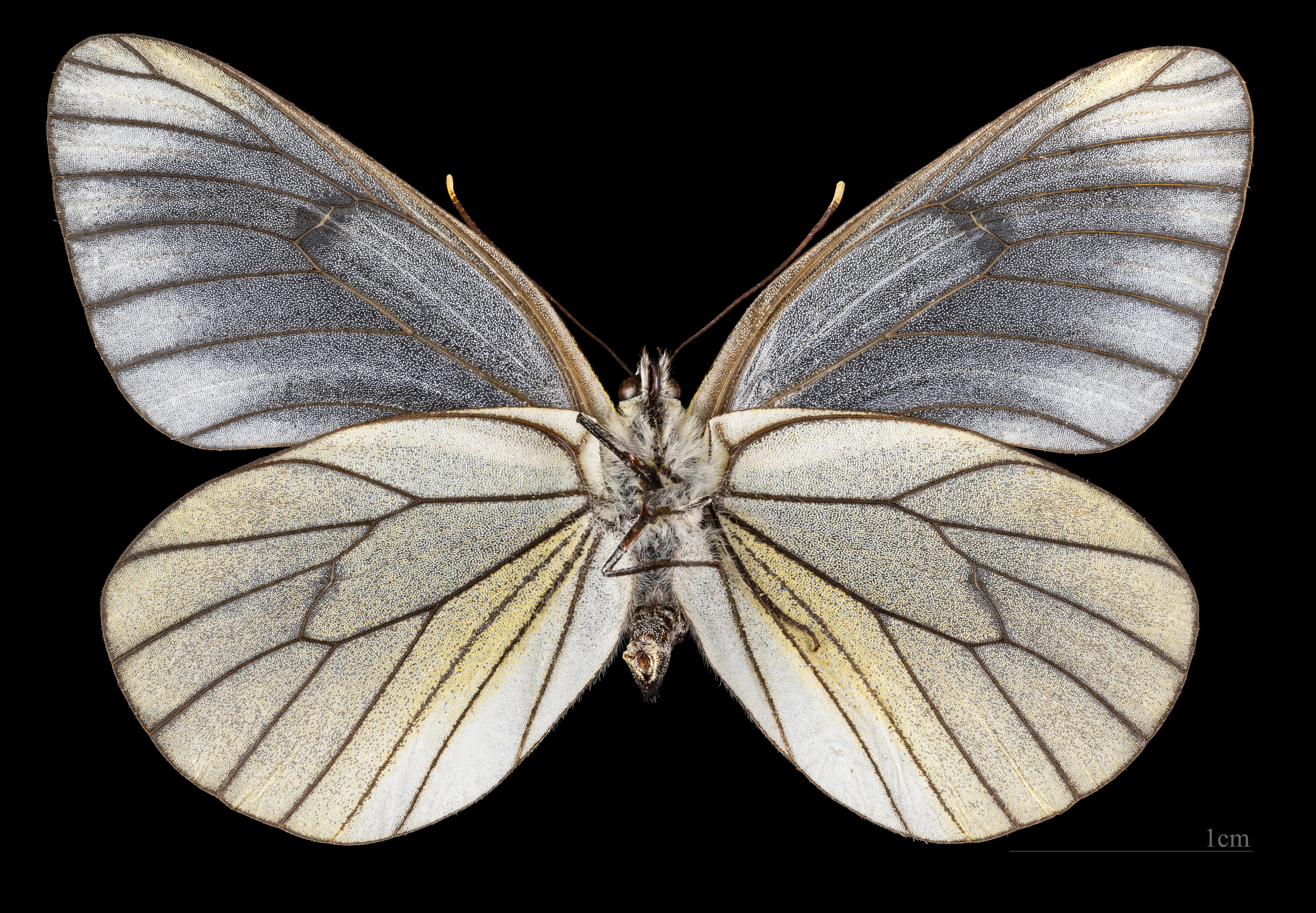
Aporia crataegi  ♀ △

Chúng thường ăn các thực vật thuộc chi Prunus. Bướm bay giữa tháng 4 và tháng 7, kích thước từ 56mm đến 68mm, và thường thấy ở độ cao từ 500m đến 2.000m.

## Hình ảnh

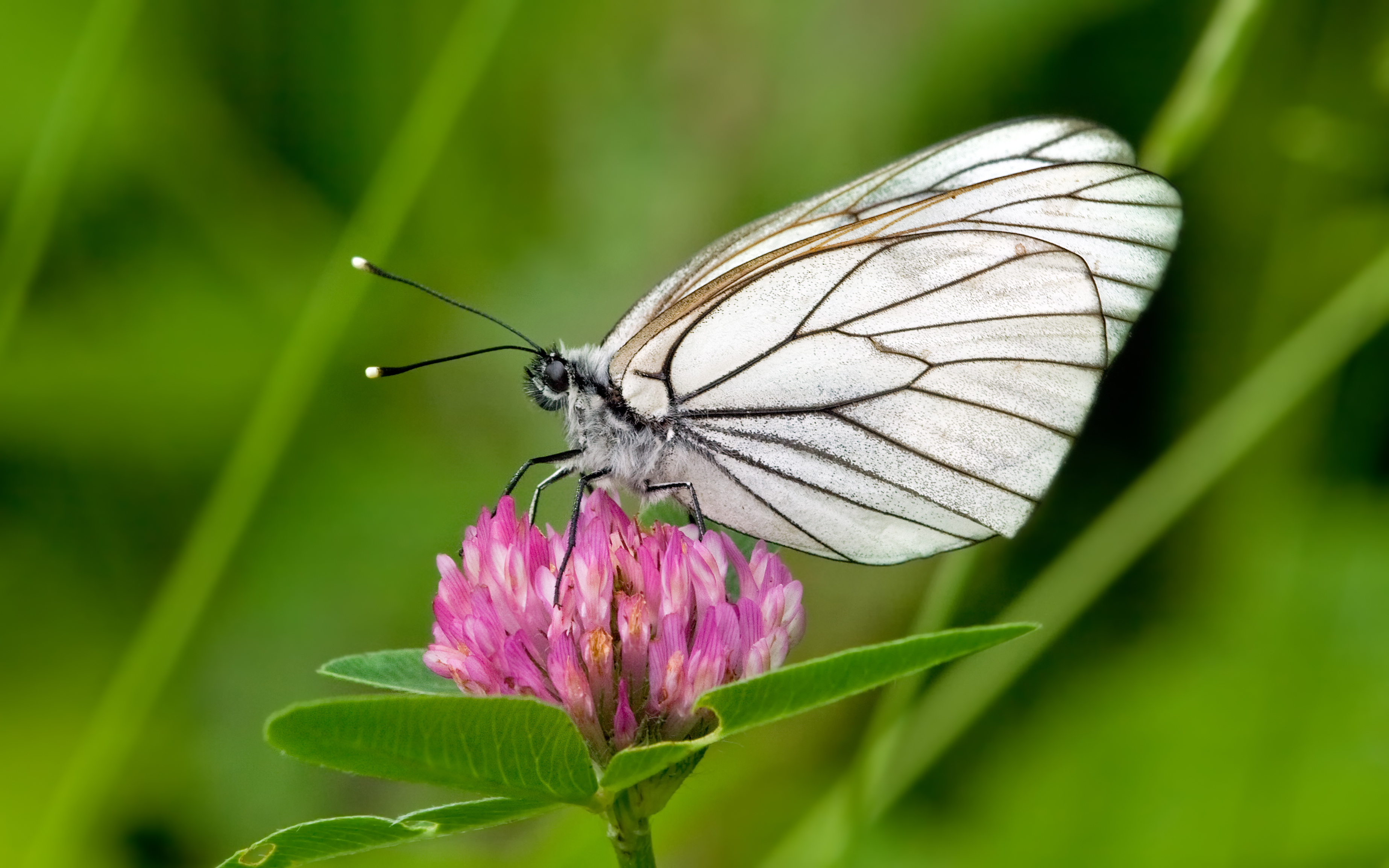
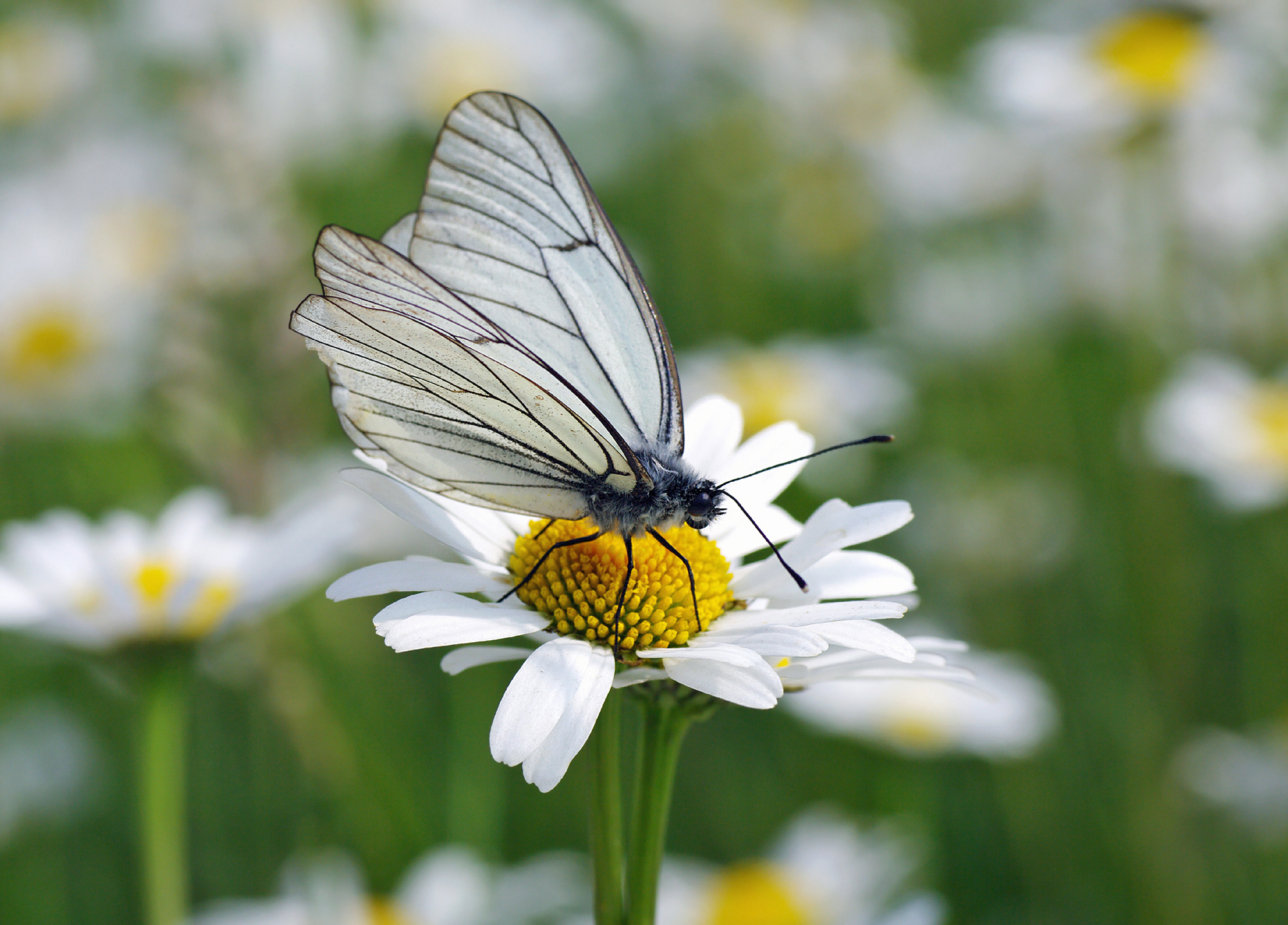
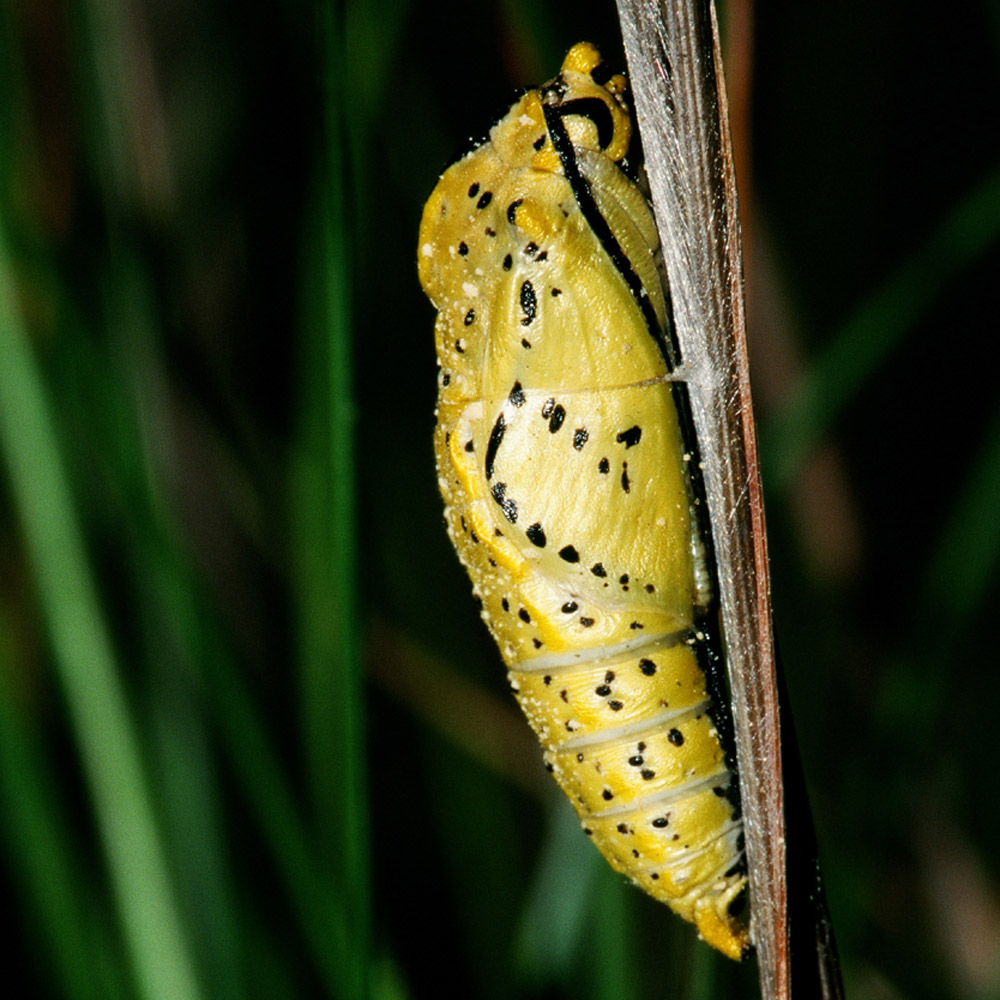
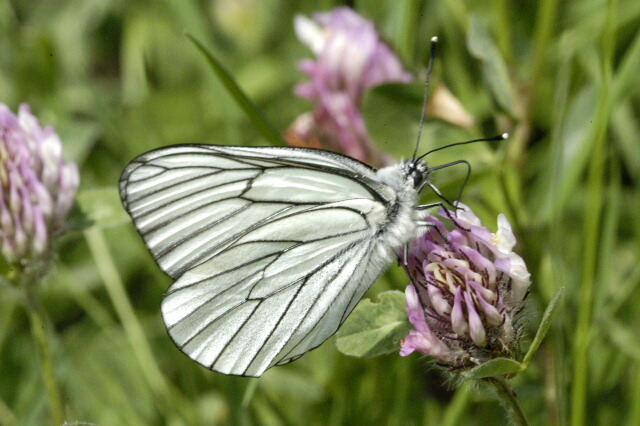
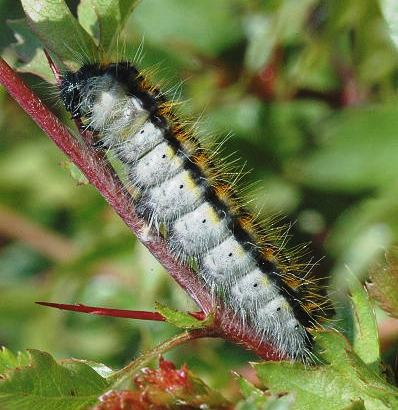